# Quatuors à cordes op. 71/74 de Joseph Haydn
Les Quatuors op. 71/74 sont un cycle de  six quatuors à corde de Joseph Haydn, écrits en 1793.
Les quatuors de ce cycle correspondent au no 69 jusqu'au no 74 du catalogue Hoboken. 
Joseph Haydn a écrit au total 68 quatuors à cordes en plusieurs séries d'opus. Il s'agit de l’antépénultième cycle, avant l'opus 76 (1797) et l'opus 77 (1799), l'opus 103 ne comportant qu'une seule pièce inachevée. Ces quatuors ont été écrits un an après sa 97e symphonie, faisant partie de ses « symphonies londoniennes ». 
L'opus 71/74 a été composé à Vienne entre deux séjours londoniens, manifestement pour le public de la cité anglaise et, très probablement, pour un large auditoire, de par leur tonalité chevaleresque et par la présence d'une introduction.

## Quatuor si bémol majeur op.71no1
Inscrit au catalogue Hob.III.69
1. Allegro en si bémol majeur
2. Adagio en fa majeur
3. Menuetto (allegretto)
4. Vivace

La durée d'exécution est d'environ vingt minutes.

## Quatuor en ré majeur op.71no2
Inscrit au catalogue Hob.III.70 
1. Adagio - Allegro en ré majeur
2. Adagio cantabile en la majeur
3. Menuetto (allegro)
4. Allegretto

La durée d'exécution est d'un peu moins de vingt minutes.

## Quatuor en mi bémol majeur op.71no3
Inscrit au catalogue Hob.III.71
1. Vivace en mi bémol majeur
2. Andante con moto en si bémol majeur
3. Menuetto
4. Vivace

La durée d'exécution est d'environ vingt minutes.

## Quatuor en ut majeur op.74no1
Inscrit au catalogue Hob.III.72
1. Allegro moderato en ut majeur
2. Andantino grazioso en sol majeur
3. Allegretto
4. Vivace

## Quatuor en fa majeur op.74no2
Inscrit au catalogue Hob.III.73
1. Allegro spiritoso en fa majeur
2. Andante grazioso en si bémol majeur
3. Menuetto (allegro)
4. Presto

## Quatuor en sol mineur op.74no3
Inscrit au catalogue Hob.III.74, surnommé Le Cavalier
1. Allegro en sol mineur
2. Largo assai en mi majeur
3. Menuetto (allegretto) en sol majeur
4. Allegro con brio